# Monarch - La musica è un affare di famiglia
Monarch - La musica è un affare di famiglia (Monarch) è una serie televisiva statunitense, creata da Melissa London Hilfers. È un musical drama incentrato sul successo nella musica country di una famiglia del Texas e vede come protagonista Susan Sarandon, Trace Adkins e Anna Friel.
Il 7 dicembre 2022 è stato comunicato che la serie è stata cancellata.
La serie è stata trasmessa in prima visione assoluta negli Stati Uniti d'America su Fox dall'11 settembre al 6 dicembre 2022. In Italia la serie è trasmessa in prima visione dal canale satellitare Sky Serie.

## Episodi
| Stagione       | Episodi | Prima TV USA | Prima TV Italia |
| -------------- | ------- | ------------ | --------------- |
| Prima stagione | 11      | 2022         | 2022            |

## Personaggi e interpreti

### Personaggi principali
- Nicolette "Nicky" Roman, interpretata da Anna Friel, doppiata da Federica De Bortoli.
- Albie Roman, interpretato da Trace Adkins, doppiato da Pierluigi Astore.
- Luke Roman, interpretato da Joshua Sasse, doppiato da Raffaele Proietti.
- Georgina "Gigi" Taylor-Roman, interpretato da Beth Ditto, doppiata da Gemma Donati.
- Ace Grayson, interpretato da Iñigo Pascual.
- Kayla Taylor-Roman, interpretata da Meagan Holder.
- Dottie Cantrell Roman, interpretata da Susan Sarandon, doppiata da Annarita Pasanisi.
- Ana Phoenix, interpretata da Emma Milani.
- Catt Phoenix, interpretata da Martha Higareda.

### Personaggi ricorrenti
- Clive Grayson, interpretato da Adam Croasdell, doppiato da Alberto Bognanni.
- Tatum Grayson, interpretata da Ava Grace.
- Nellie Cantrell, interpretata da Faith Prince.
- Wade Stellings, interpretato da Callum Kerr, doppiato da Emanuele Ruzza.
- Marybeth Oldenburg, interpretata da Libby Blake.
- Earl Clark, interpretato da Kevin Cahoon.
- Tripp DeWitt, interpretato da D. W. Moffett.

## Promozione
Il 9 novembre 2022 Sky ha diffuso il trailer in lingua italiana annunciando che la serie avrebbe debuttato il 23 novembre 2022.

## Distribuzione
La serie era originariamente prevista per il 30 gennaio 2022. Tuttavia, il 12 gennaio seguente, Fox ha annunciato che a causa dei problemi legati al COVID-19 che ha impattato sulla produzione, al cambio dello showrunner e per permettere nuove riprese e una campagna promozionale maggiore, la première di Monarch sarebbe stata rinviata all'autunno 2022. La serie ha debuttato l'11 settembre 2022.
In Italia è trasmessa su Sky Serie dal 23 novembre al 28 dicembre dello stesso anno.